# 遠い太鼓 (映画)
『遠い太鼓』（とおいたいこ、Distant Drums）は1951年のアメリカ合衆国の歴史戦争映画。第二次セミノール戦争を舞台としており、監督はラオール・ウォルシュ、主演はゲイリー・クーパー。
『スター・ウォーズ』をはじめとする多くの映画、テレビ番組、ゲームなどで使用されていることで有名な音響素材「ウィルヘルムの叫び」を考案、最初に使用した作品である。

## ストーリー
1840年、フロリダ地方ではアメリカ人がセミノール・インディアンと7年間悪戦苦闘を続けていた。そこでテイラー将軍は、フロリダ辺域の防備にあたっていたクィンシー・ワイアット大尉のもとへ海軍の中尉タフトと偵察兵のモンクを送り出す。
彼らは、そこで任務のセミノールを襲い砦を破壊することに成功、捕虜となっていたジュディら男女を救った。
そして、彼ら一隊のセミノールの大群からの逃避行と戦いが始まる。

## キャスト
| 役名                       | 俳優                 | 日本語吹き替え | 日本語吹き替え | 日本語吹き替え |
| 役名                       | 俳優                 | テレビ版1      | テレビ版2      | テレビ版3      |
| -------------------------- | -------------------- | -------------- | -------------- | -------------- |
| クィンシー・ワイアット大尉 | ゲイリー・クーパー   | 村上冬樹       | 黒沢良         | 黒沢良         |
| ジュディ                   | マリ・アルドン       | 喜多道枝       | 北浜晴子       | 渋沢詩子       |
| リチャード・タフト海軍中尉 | リチャード・ウェッブ | 城達也         | 納谷悟朗       | 中江真司       |
| モンク                     | アーサー・ハニカット |                | 北村弘一       | 八奈見乗児     |
| モヘア一等兵               | レイ・ティール       |                | 相模武         | 相模武         |
| シェーン軍曹               | クランシー・クーパー |                | 清川元夢       | 水島晋         |
| ザカリー・テイラー将軍     | ロバート・バラット   |                |                |                |

- テレビ版2：初回放送 1968年2月1日 21:00 - 22:30 東京12チャンネル『劇映画』
- テレビ版3：初回放送 1972年6月2日『ゴールデン洋画劇場』

## スタッフ
- 監督：ラオール・ウォルシュ
- 製作：ミルトン・スパーリング
- 原作：ナイヴン・ブッシュ
- 脚本：ナイヴン・ブッシュ、マーティン・ラッキン
- 撮影：シド・ヒコックス
- 音楽：マックス・スタイナー
- 美術：ダグラス・ベーコン
- 編集：フォーマー・ブラングステッド
- 録音：オリヴァー・S・ギャレットソン
- 技術顧問：ミッチェル・コバレスキー